# کمرک
کمرک روستایی در دهستان فرمهین بخش مرکزی شهرستان فراهان استان مرکزی ایران است.
متأسفانه مردم این روستا به شهرهای اطراف مهاجرت کرده‌اند و این آبادی تقریبآ متروکه شده،اکثر مردم ساکن قم و اراک و تهران شده‌اند. 

## جمعیت
بر پایه سرشماری عمومی نفوس و مسکن در سال ۱۳۹۵ جمعیت این مکان ۲۸ نفر (۱۱خانوار) بوده‌است.